# Chimay (Bélgica)

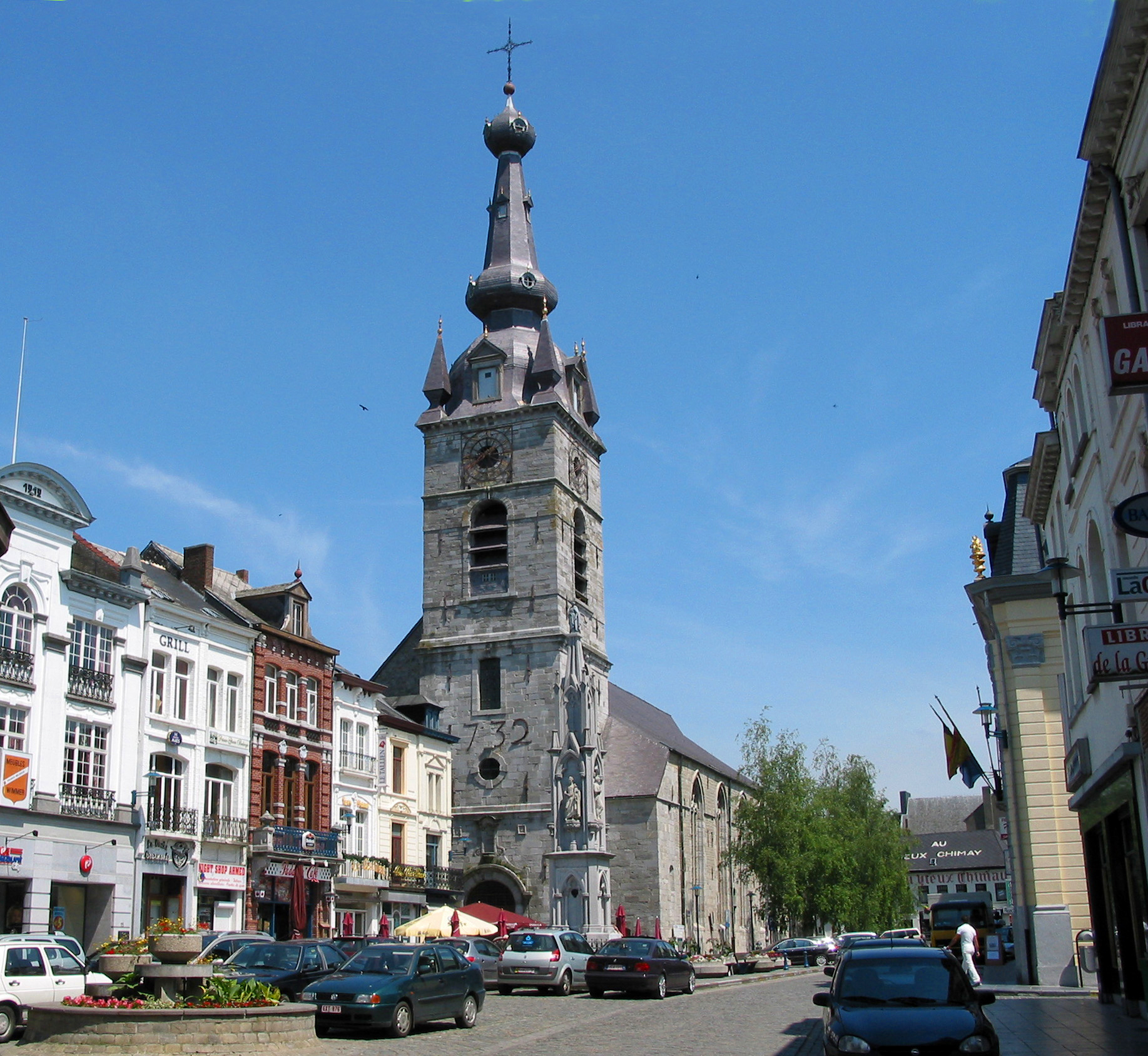
Chimay.

Chimay (en valón, Chimai) es un municipio francófono belga, localizado en la provincia de Henao. A día 1 de enero de 2019, Chimay tenía un total de 9.805 habitantes. El área total es de 197,10 km², lo que resulta en una densidad de población de 49,75 habitantes por km². 
En la localidad se encuentra un conocido monasterio trapense, la Abadía de Nuestra Señora de Scourmont, famosa por su fabricación de la cerveza Chimay.

## Geografía
Está situado en la división administrativa de Thuin, y la municipalidad se creó a partir de 14 comunas, el 1 de enero de 1977. El río Oise nace en este municipio.

### Secciones del municipio
El municipio comprende los antiguos municipios, que se fusionaron en 1977:
| - Chimay (Chimai) - Bailièvre (Bailleve) - Robechies (Robchiye) - Saint-Remy (Sint-Rmey) - Salles (Sale) - Villers-la-Tour (Vilé-al-Tour) - Virelles (Virele) - Vaulx (Vå) - Lompret (Lompré) - Baileux (Balieu) - Bourlers (Bourlé) - Forges (Foidjes) - L'Escaillère (L'Ecayire) - Rièzes (Rieze) |

Los nombres en valón están entre paréntesis y en cursiva

## Demografía

### Evolución
Todos los datos históricos relativos al actual municipio, el siguiente gráfico refleja su evolución demográfica, incluyendo municipios después de efectuada la fusión el 1 de enero de 1977.
| Gráfica de evolución demográfica de Chimay entre 1846 y 2019 |
|                                                              |

## Etimología
El origen del nombre viene de la palabra celta coimos, que significa "tranquilo, agradable".

## Monumentos
- Castillo de Chimay, château de los príncipes de Chimay.
- Lago Virelles.
- Nacimiento del río Oise.

## Personalidades
- Daniel van Buyten (n. 1978), jugador de fútbol.
- François Duval (n. 1980), piloto automovilístico.
- Emile Coulonvaux (1892-1966), político.
- François-Joseph-Philippe de Riquet (1771–1843), Príncipe de Chimay.
- Teresa Cabarrús (1773–1835), figura pública en Francia, esposa del Príncipe de Chimay.

## Hermanamientos
- Ramsgate, Reino Unido.
- Conflans-Sainte-Honorine, Francia